# Bahujan Samaj Party

Der Indische Elefant, das Parteisymbol der Bahujan Samaj Party

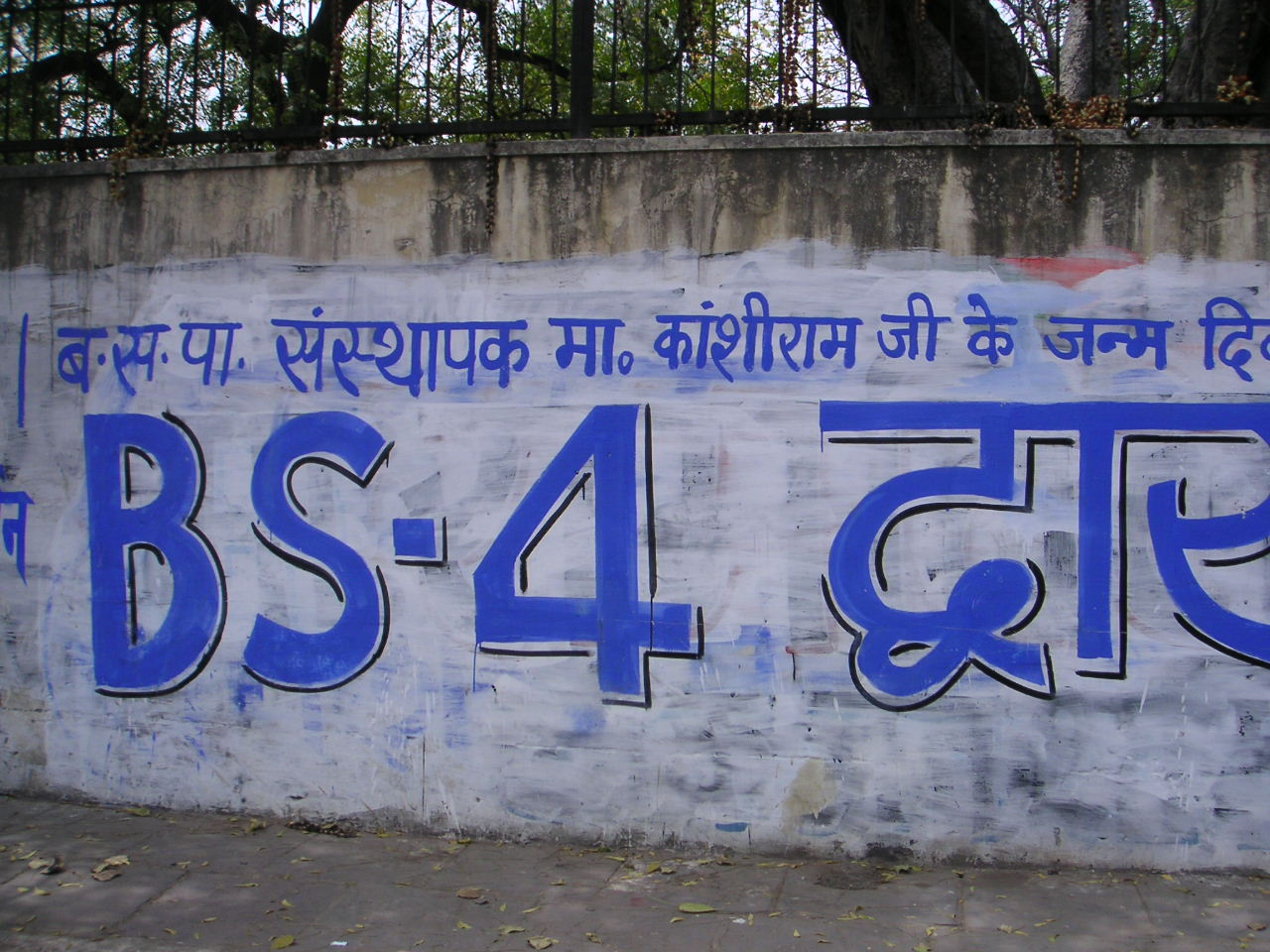
Wahlwerbung der BSP in Delhi

Die Bahujan Samaj Party (BSP) (Hindi बहुजन समाज पार्टी Bahujan Samāj Pārṭī [ˈbʌhʊdʒʌn sʌˈmɑːdʒ ˈpɑːrʈi]; etwa „Partei der Mehrheitsbevölkerung“) ist eine indische Partei. Sie wurde im Jahr 1984 von Kanshi Ram als Interessenvertretung der Dalits (Kastenlosen) konstituiert. Schon im Jahr 1974 hatte sich Ram mit einer Parteigründung mit ähnlicher Zielrichtung, der All-India Backward and Minorities Employees Federation versucht, die jedoch politisch keinen Erfolg hatte. Ihre Hauptaktivitäten entfaltete die BSP anfänglich in den nordindischen Bundesstaaten Punjab, Madhya Pradesh, Haryana und Uttar Pradesh. Seit einigen Jahren hat sie ihre Basis ganz überwiegend in Uttar Pradesh (UP), Indiens bevölkerungsreichstem Bundesstaat. Zudem tritt sie in vielen anderen Regionen des Landes auf der politischen Bühne mit gewisser Relevanz in Erscheinung. Da sie die Dalit-Stimmen bündelt, bildet sie in den Wahlkreisen oft das Zünglein an der Waage. Präsenz oder Fehlen eines eigenständigen BSP-Kandidaten können sich dabei nachhaltig auf die Chancen der Bewerber anderer Parteien auswirken.
Im Bundesstaat Uttar Pradesh rivalisiert die BSP im Mitte-links-Spektrum beziehungsweise bei den Angehörigen der untersten Kasten primär mit der sozialdemokratisch ausgerichteten Samajwadi Party (SP), die unter der Führung des einstigen Verteidigungsministers Mulayam Singh Yadav steht. Auffällig ist, dass dieser Bundesstaat bei Wahlen stärker als der indische Durchschnitt durch Kastenloyalität geprägt ist.
In Uttar Pradesh hat die Partei bereits mehrmals die Regionalregierung gestellt. Drei BSP-geführte Koalitionsregierungen unter Beteiligung der hindunationalistischen Bharatiya Janata Party (BJP) 1995, 1997 und 2002–2003 scheiterten jedes Mal mehr oder weniger deutlich am Allmachtstreben von Mayawati. Die einstige Lehrerin, einst Nummer zwei in der Parteihierarchie nach Gründer Kanshi Ram, hat sich in den späten 1990er Jahren faktisch den Spitzenplatz erobert. Die entgegen indischer Sitte unverheiratete Politikerin ist ehrgeizig und eine brillante Rhetorikerin sowie taktisch versiert, wird im persönlichen Umgang aber als schroff und herrisch beschrieben. Korruptionsvorwürfe auch gegen sie selbst und enge Verwandte waren Mitauslöser, dass ihre dritte Regierung zerbrach. Bei den Wahlen zum Regionalparlament in Uttar Pradesh im April und Mai 2007 konnte die BSP durch geschickte Einbeziehung von Kandidaten aus den gehobenen Kasten und von den Muslimen erstmals die absolute Mehrheit erringen (207 von 402 Mandaten) und ohne Koalitionspartner eine Regierung bilden. Bei der nächsten Wahl 2012 wurde sie aber deutlich abgestraft und auf 47 Parlamentssitze reduziert.
Außer in Uttar Pradesh ist die BSP noch in den Nachbarbundesstaaten Chhattisgarh, Haryana, Madhya Pradesh, Rajasthan und Uttarakhand sowie in Telangana im Parlament vertreten, dort spielt sie aber mit eins bis vier Abgeordneten nur eine untergeordnete Rolle.
Bei den gesamtindischen Parlamentswahlen tritt die BSP landesweit an, spielt aber nur in Uttar Pradesh eine bedeutende Rolle. Bei der Parlamentswahl 1999 gewann sie 14 von 85 Wahlkreisen in Uttar Pradesh. Bei der darauffolgenden Parlamentswahl 2004 konnte die BSP ihre Präsenz auf 19 Sitze und bei der Parlamentswahl 2009 auf 21 Sitze ausbauen. Bei der Parlamentswahl 2014 konnte die BSP aber, dem guten Abschneiden der BJP in Uttar Pradesh geschuldet, keinen einzigen Wahlkreis für sich entscheiden und verpasste somit den Einzug in die Lok Sabha.